# Pałac w Rundāle
Pałac Rundāle (łot. Rundāles pils, niem. Schloss Ruhental lub Ruhenthal, Ruhendahl) – barokowy pałac położony w Pilsrundāle koło Bauski w Semigalii, jeden z najpiękniejszych budynków Łotwy, niegdyś rezydencja rodziny Bironów. 
Został zbudowany w 1730 r. w stylu barokowo-rokokowym według projektu Bartolomea Rastrellego jako letnia posiadłość Ernsta Johanna von Birona, jednak długo stał pusty, dopóki Rastrelli nie wykończył w 1760 r. jego wnętrz. 
Po III rozbiorze Polski Katarzyna II podarowała go kochankowi ks. Płatonowi Zubowi. Po jego śmierci pałac odziedziczyła żona Tekla Walentynowicz, powtórnie zamężna z ks. Szuwałowem, późniejsza matka Pawła Szuwałowa. W rękach rodziny Szuwałowów Pilsrundāle pozostało do 1917 r. Po I wojnie światowej przejęło go państwo łotewskie. 
Gruntownie odnowiony po 1991 r., jest jedną z piękniejszych rezydencji na Łotwie. Są tu kwaterowani przedstawiciele państw obcych składający wizyty na Łotwie. Obecnie w pałacu znajduje się muzeum.

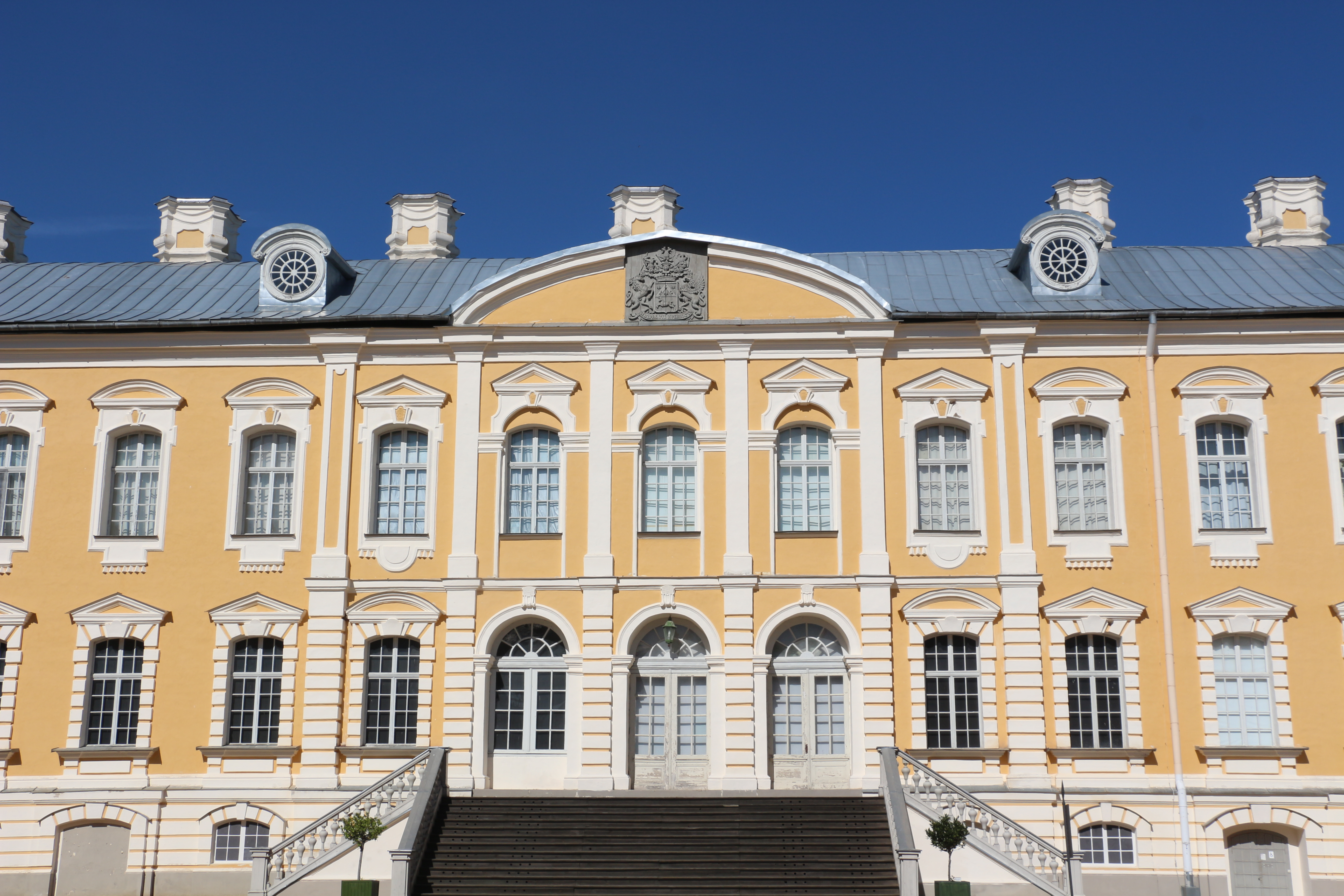
Zachodnie skrzydło z herbem
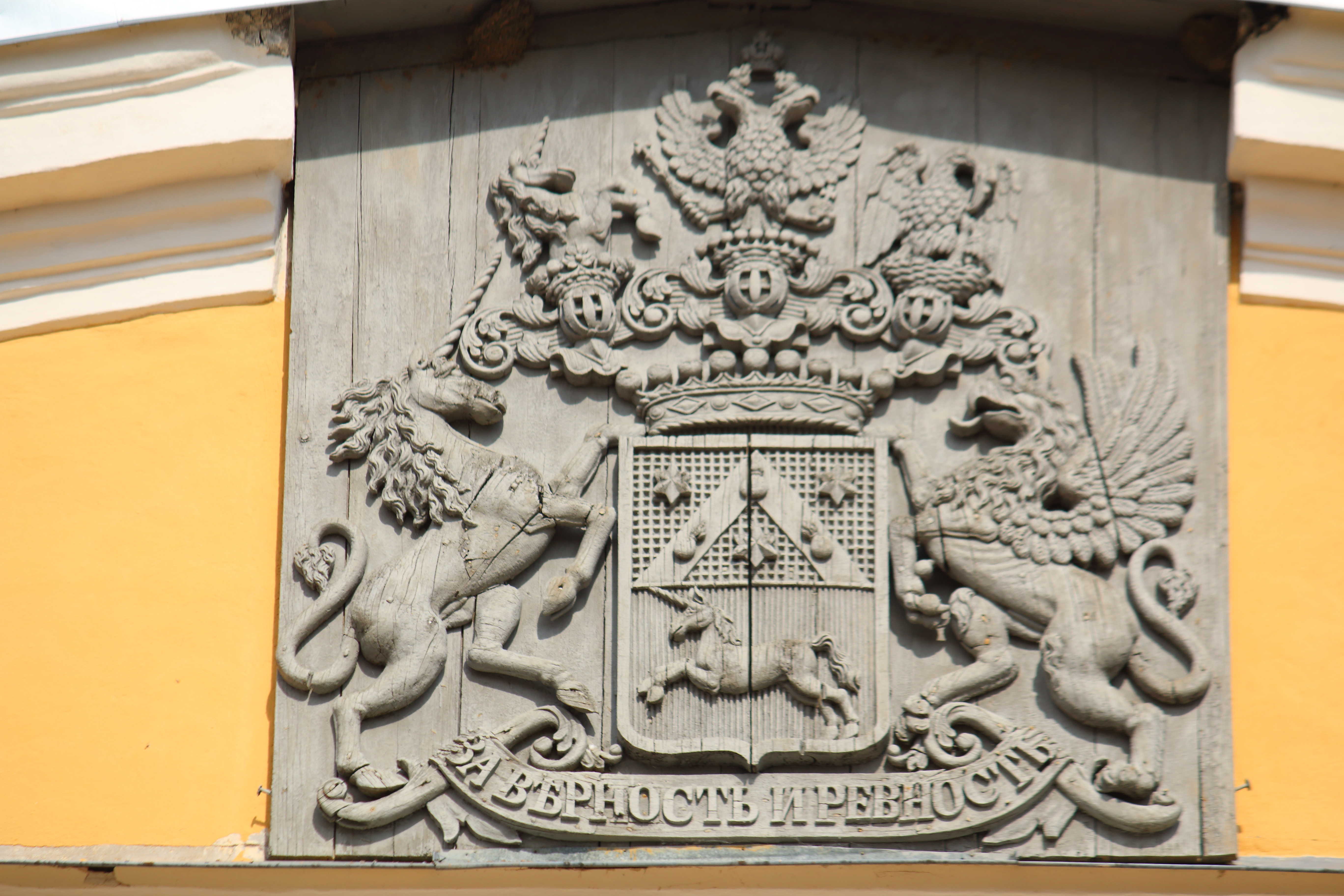
Herb ks. Szuwałowa
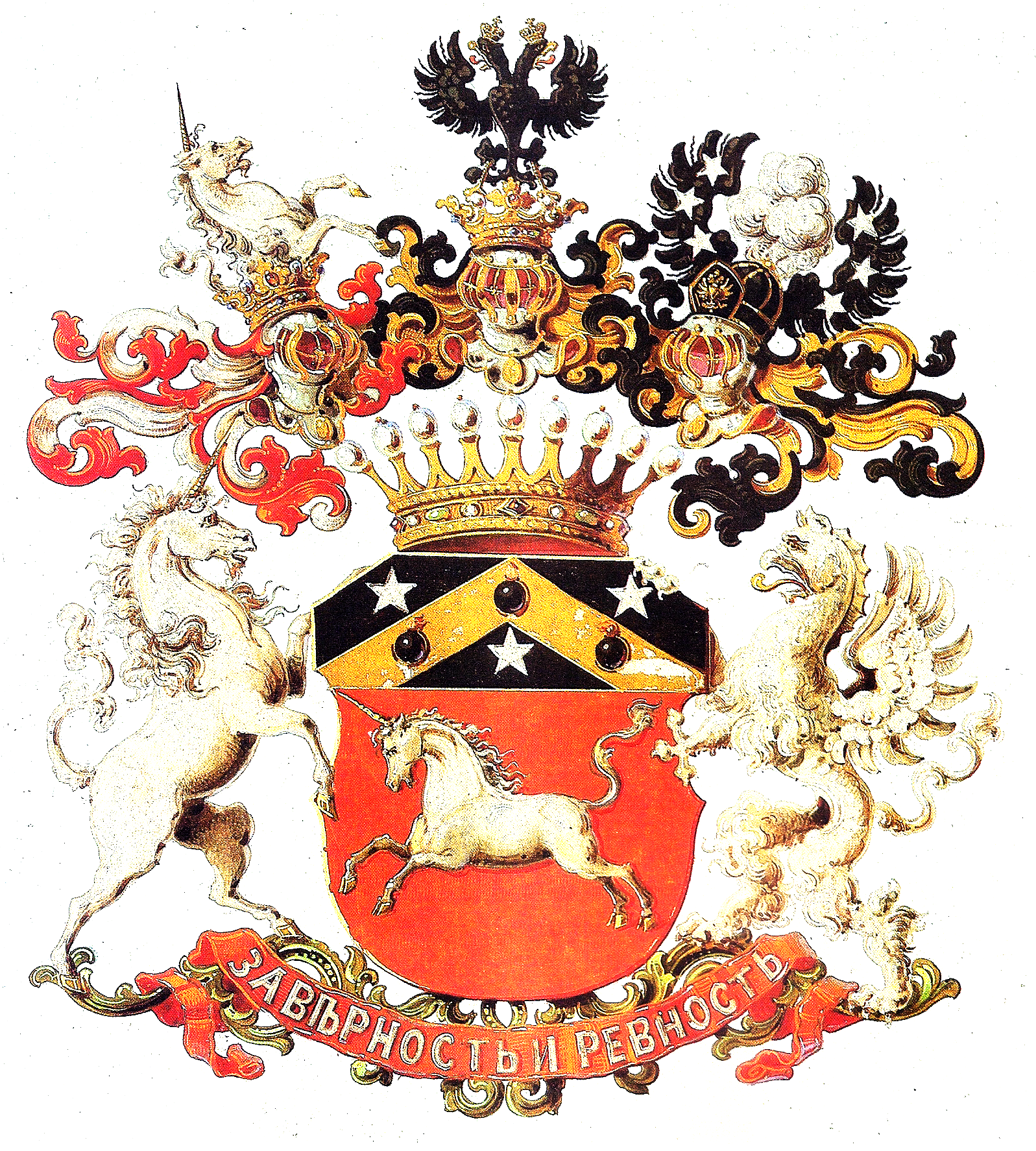
Herb ks. Szuwałowa